# Helge Rosén
Helge Ossian Rosén, född 28 maj 1885 i Helsingborg, död 22 januari 1951 i Växjö, var en svensk lärare och religionshistoriker.
Helge Rosén var son till kyrkoherde Måns Rosén. Han avlade mogenhetsexamen i Helsingborg 1903 och studerade därefter vid Lunds universitet och blev filosofie kandidat 1906, teologie kandidat 1910, teologie licentiat 1914 och teologie doktor 1918. Från 1915 tjänstgjorde han som lärare vid olika skolor i Härnösand, Umeå och Lund, var 1918–1921 extraordinarie lektor i Södertälje. Rosén utnämndes 1922 till adjunkt i kristendom och historia vid Norrköpings läroverk och var från 1923 lektor i kristendom och filosofi vid läroverket i Växjö. Han var från 1923 ledamot av Växjö domkapitel, från 1938 vice ordförande i Kronobergs läns hembygdsförening och från 1940 ledamot av Växjö stadsfullmäktig som representant för socialdemokraterna. Rosén publicerade ett flertal undersökningar inom nordisk religionshistoria och folkloristik, bland vilka märks Freykult och djurkult (i Fornvännen 1913), Phallosguden i Norden (i Antikvarisk tidskrift 1914), Om dödsrike och dödsbruk i fornnordisk religion (doktorsavhandling, 1918), Från Bosgården och Tuvefäladen. Folkminnen från några bondgårdar i Reslöv och Norrvidinge i Skåne under senare hälften av 1800-talet (1920) samt Död och begravning (i Västsvensk forntro och folksed, 1923).